# Ioan Roman (învățător)
Ioan Roman (n. 1 decembrie 1880, Mintiu Gherlii, județul Cluj– d. 1 august 1930, Mintiu Gherlii, județul Cluj) a fost un deputat în Marea Adunare Națională de la Alba Iulia, organismul legislativ reprezentativ al „tuturor românilor din Transilvania, Banat și Țara Ungurească”, cel care a adoptat hotărârea privind Unirea Transilvaniei cu România, la 1 decembrie 1918 :p. 91 .

## Biografie
Ioan Roman a învățat la Preparandia Diecezană Greco-Catolică din Gherla, îndeplinind funcția de revizor școlar. A desfășurat o intensă activitate culturală, instruind formația corală din Mintiu Gherlii. În preajma Unirii din 1918 a organizat adunarea populară care a avut ca scop constituirea Consiliului Național Român din Mintiu Gherlii, la data de 5 noiembrie 1918 :p. 91.

## Activitatea politică
Ca deputat în Adunarea Națională din 1 decembrie 1918 a fost delegat al Reuniunii Învățătorilor Greco-Catolici din jurul Gherlei :p. 189.